# Alexandria (Tennessee)
Alexandria és una població dels Estats Units a l'estat de Tennessee. Segons el cens del 2000 tenia 814 habitants.

## Demografia
Segons el cens del 2000, Alexandria tenia 814 habitants, 349 habitatges, i 226 famílies. La densitat de població era de 349,2 habitants/km².
Dels 349 habitatges en un 26,6% hi vivien nens de menys de 18 anys, en un 47% hi vivien parelles casades, en un 13,8% dones solteres, i en un 35,2% no eren unitats familiars. En el 33% dels habitatges hi vivien persones soles el 18,9% de les quals corresponia a persones de 65 anys o més que vivien soles. El nombre mitjà de persones vivint en cada habitatge era de 2,33 i el nombre mitjà de persones que vivien en cada família era de 2,97.
Per edats la població es repartia de la següent manera: un 24,9% tenia menys de 18 anys, un 9,1% entre 18 i 24, un 25,8% entre 25 i 44, un 22% de 45 a 60 i un 18,2% 65 anys o més.
L'edat mediana era de 37 anys. Per cada 100 dones de 18 o més anys hi havia 76,6 homes.
La renda mediana per habitatge era de 29.219 $ i la renda mediana per família de 38.250 $. Els homes tenien una renda mediana de 27.083 $ mentre que les dones 21.429 $. La renda per capita de la població era de 13.344 $. Entorn del 16,3% de les famílies i el 19,9% de la població estaven per davall del llindar de pobresa.

## Poblacions més properes
El següent diagrama mostra les poblacions més properes.